# 김경호 (야구인)
김경호(金敬浩, 1995년 7월 31일 ~ )는 전 KBO 리그 SSG 랜더스의 외야수, 내야수이다. 현재 TH BASEBALL 코치로 활동하고있다.

## 두산 베어스시절
2014년에 입단하였다. 2019년 5월 1일 한화전에서 대주자로 출전하며 데뷔 첫 경기를 치렀고, 경기 후반에 교체돼 타석에는 들어서지 못했다.

## SK 와이번스&SSG 랜더스시절
2020년 5월 29일 당시 두산 베어스 소속이었던 그와 이흥련, SK 와이번스 소속이었던 권기영, 이승진과 2:2 트레이드를 통해 이적하였다. 2021년 10월에 방출됐다.

## 출신 학교
- 희망대초등학교
- 매송중학교
- 야탑고등학교

## 통산 기록
| 연도 | 팀명  | 타율  | 경기 | 타수 | 득점 | 안타 | 2루타 | 3루타 | 홈런 | 루타 | 타점 | 도루 | 도실 | 볼넷 | 사구 | 삼진 | 병살 | 실책 |
| ---- | ----- | ----- | ---- | ---- | ---- | ---- | ----- | ----- | ---- | ---- | ---- | ---- | ---- | ---- | ---- | ---- | ---- | ---- |
| 2019 | 두산  | 0.192 | 32   | 26   | 4    | 5    | 1     | 0     | 0    | 6    | 2    | 0    | 0    | 0    | 0    | 7    | 0    | 0    |
| 2020 | SK    | 0.286 | 56   | 105  | 17   | 30   | 3     | 1     | 0    | 35   | 9    | 1    | 4    | 3    | 0    | 16   | 2    | 0    |
| 통산 | 2시즌 | 0.267 | 88   | 131  | 21   | 35   | 4     | 1     | 0    | 41   | 11   | 1    | 4    | 3    | 0    | 23   | 2    | 0    |